# لحظه (زمان)

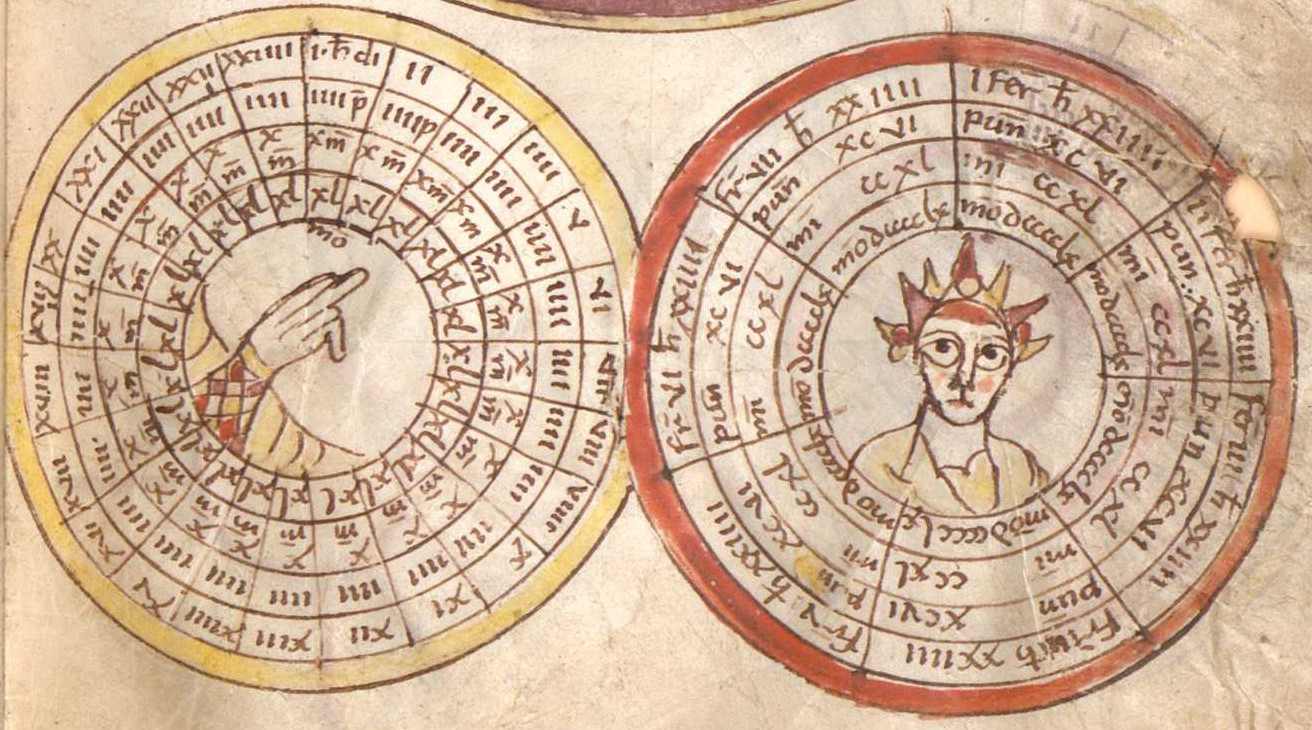
دو طرح دایره ای که تقسیم روز و هفته را از دوره کارولینژی نشان می دهد. روز به 24 ساعت و هر ساعت به 4 نقطه ، 10 دقیقه یا 40 لحظه تقسیم می شود. به همین ترتیب، هفته به هفت روز و هر روز به 96 امتیاز ، 240 دقیقه یا 960 لحظه تقسیم می شود.

لحظه در قرون وسطی نام یکای زمان بود. بازهٔ میان طلوع تا غروب خورشید در ساعت‌های آفتابی به ۱۲ بخش تقسیم می‌شد ساعت خورشیدی نام داشت و هر ساعت خورشیدی خود شامل ۴۰ لحظه بود. طول یک ساعت خورشیدی به طول روز بستگی داشت که با توجه به این که طول روز در فصل‌های مختلف، متفاوت است طول ساعت خورشیدی هم تغییر می‌کرد. بنابراین طول یک لحظه برخلاف طول یک ثانیه متغیر بود اما به‌طور متوسط می‌شد گفت یک لحظه برابر با ۹۰ ثانیه است. یک روز خورشیدی را به ۲۴ ساعت مساوی یا نامساوی می‌شود تقسیم شود که اگر طول ساعت‌ها نامساوی باشد به آن طبیعی یا اعتدالی گفته می‌شود و اگر نامساوی باشد به آن مصنوعی گفته می‌شود؛ هر ساعت به ۴ پانکتی (به معنی یک ربع ساعت) و ۱۰ مینوتا (دقیقه) و ۴۰ مومنتا (لحظه) تقسیم می‌شود.
کهن‌ترین اشاره به عبارت لحظه در سنجش زمان مربوط به نوشته‌های سنت بید در سدهٔ ۸ میلادی است. او در نوشته‌هایش چنین بیان کرده که یک ساعت خورشیدی = ۴ پانکتی = ۵ پانکتی ماهانه = ۱۰ دقیقه = ۱۵ بخش = ۴۰ لحظه است. ۵ قرن بعد در دانشنامه ای که بارتلوموس آنگلیکوس پیرامون ویژگی‌های اشیاء می‌نویسد و در نوشته‌های راجر بیکن به مطالب گفته شده از سوی بید اشاره می‌شود البته در دورهٔ راجر زمان به بخش‌های کوچکتری تقسیم شده بود به گونه ای که هر یک لحظه به ۱۲ اونس و هر اونس به ۴۷ اتم تقسیم شده بود. البته این بخش‌بندی در آن دوران در عمل بدون کاربرد بود.